# Lysandra apicojuncta
Lysandra apicojuncta är en fjärilsart som beskrevs av Bright och Leeds 1938. Lysandra apicojuncta ingår i släktet Lysandra och familjen juvelvingar. Inga underarter finns listade i Catalogue of Life.